# Llau de la Coma (Llimiana)
La llau de la Coma és una llau del terme de Llimiana, del Pallars Jussà, al sud de Tremp. Via la conca del Segre forma part de la conca de l'Ebre.
Es forma al nord de lo Peladet, de la Roca de Migjorn i de la Portella Blanca, del Montsec de Rúbies, on pren el nom de llau dels Castellots, que passa a anomenar-se llau de la Coma al sud del Pic del Cogull. Des d'aquest lloc davalla cap al nord-oest, després cap al nord, i desembocar en el barranc de Barcedana just al sud-oest de la Masia de Fraret.